# Dromiciops gliroides
Dromiciops gliroides (монито дел монте - мали планински мајмун или планинско мајмунче) је врста сисара торбара из породице Microbiotheriidae и једини преживели члан реда Microbiotheria. Једини је представник надреда Australidelphia у Америкама, сви остали сисари торбари из Јужне и Северне Америке припадају надреду Ameridelphia.

## Распрострањење
Врста је присутна у Аргентини и Чилеу.

## Станиште
Станиште врсте је шипражје јужноамеричког планинског бамбуса у Валдивијским умереним кишним шумама јужних висоравни Анда.

## Начин живота
Врста Dromiciops gliroides прави гнезда. Претежно се храни инсектима и другим бескичмењацима, али исхрану допуњује воћем.

## Угроженост
Ова врста је на нижем степену опасности од изумирања, и сматра се скоро угроженим таксоном.